# گکوهای خاردم
گکوهای خاردم (نام علمی: Strophurus) نام یک سرده از فروراسته گکووارگان است.